# Kaminuma Crag
Der Kaminuma Crag ist ein 1,2 km langer, zerklüfter, inselartiger und 1750 m hoher Nunatak im ostantarktischen Viktorialand. In der Asgard Range ragt er im höchstgelegenen Firnfeld des Newall-Gletschers auf
Das Advisory Committee on Antarctic Names benannte ihn 1997 nach Katsutada Kaminuma (* 1931) vom Nationalen Polarforschungsinstitut Japans, der von 1974 bis 1976 in zwei antarktischen Sommerkampagnen am Bohrprojekt in den Antarktischen Trockentälern, von 1976 bis 1977 an der Suche antarktischer Meteorite und von 1979 bis 1987 federführend am internationalen Programm für seismische Studien am Mount Erebus (englisch International Mount Erebus Seismic Study (IMESS)) beteiligt war.